# Wahlkreis Nr. 7 (Senat der Republik Polen)
Der Wahlkreis Nr. 7 (polnisch Okręg wyborczy nr 7) ist ein seit 2011 bestehender Wahlkreis für die Wahl des Senats der Republik Polen und wurde auf Grundlage des Kodeks wyborczy vom 5. Januar 2011 (Dz.U. 2011 nr 21 poz. 112) errichtet. Das Gebiet des Wahlkreises Nr. 7 war bis dahin ein Teil des Wahlkreises Nr. 3. Die erste Wahl, die im Wahlkreis stattfand, war die Parlamentswahl am 9. Oktober 2011.
Der Wahlkreis umfasst nach dem Anlage Nr. 2 (Załącznik nr 2) des Kodeks wyborczy in der letzten Bekanntmachung vom 22. Februar 2019 (Dz.U. 2019 poz. 684) die Osiedla der Stadt Breslau (Wrocław): Bieńkowice, Biskupin-Sępolno-Dąbie-Bartoszowice, Borek, Brochów, Gaj, Gajowice, Grabiszyn-Grabiszynek, Huby, Jagodno, Klecina, Krzyki-Partynice, Księże, Oporów, Plac Grunwaldzki, Powstańców Śląskich, Przedmieście Oławskie, Przedmieście Świdnickie, Stare Miasto, Tarnogaj, Wojszyce-Ołtaszyn und Zacisze-Zalesie-Szczytniki.
Der Sitz der Wahlkreiskommission ist Breslau.

## Wahlkreisvertreter
| WP    | Wahl | Senator                    | Senator                 | Wahlkomitee                 |
| ----- | ---- | -------------------------- | ----------------------- | --------------------------- |
| VIII. | 2011 |                            | Alicja Paulina Chybicka | KW Platforma Obywatelska RP |
| IX.   | 2015 | Barbara Grażyna Zdrojewska |                         | KW Platforma Obywatelska RP |

## Wahlergebnisse

### Parlamentswahl 2011
Die Wahl fand am 9. Oktober 2011 statt.
Von den drei amtierenden Senatoren des ehemaligen Wahlkreises Nr. 3, alle Platforma Obywatelska, traten alle bei der Parlamentswahl 2011 an: Władysław Sidorowicz, Minister für Gesundheit und Soziales im Kabinett Bielecki und Senator in seiner 2. Amtszeit, kandidierte erfolglos für den Sejm im Wahlkreis Nr. 3. Leon Kieres, Senator in der IV. und VII. Wahlperiode, trat im Wahlkreis Nr. 8 gegen Kornel Morawiecki und Jarosław Obremski an, unterlag aber am Ende gegen Obremski. Jarosław Duda, Mitglied des Sejm zwischen 2004 und 2007 und Senator in seiner 1. Amtszeit, trat im Wahlkreis Nr. 6 an und konnte dort sein Mandat verteidigen.
Im Wahlkreis traten drei Kandidaten an, die vorher noch kein hohes politisches Amt bekleidet hatten. Alicja Chybicka, Medizinerin und Professorin an der Medizinischen Universität Breslau, setzte sich gegen die ehemaligen Hochschulrektoren Tadeusz Luty (Technische Universität Breslau) und Marek Dyżewski (Musikakademie Breslau) durch.
| # | Kandidat | Kandidat                | Wahlkomitee                 | Stimmen | Prozent |
| - | -------- | ----------------------- | --------------------------- | ------- | ------- |
| 1 |          | Alicja Paulina Chybicka | KW Platforma Obywatelska RP | 62.452  | 43,89 % |
| 2 |          | Marek Jan Dyżewski      | KW Prawo i Sprawiedliwość   | 27.272  | 19,17 % |
| 3 |          | Tadeusz Michał Luty     | KWW Rafał Dutkiewicz        | 52.574  | 36,95 % |

Wahlberechtigte: 234.415 – Wahlbeteiligung: 60,91 % – Quelle: Dz.U. 2011 nr 218 poz. 1295

### Parlamentswahl 2015
Die Wahl fand am 25. Oktober 2015 statt.
Alicja Chybicka trat nicht zur Wiederwahl an, sondern bewarb sich erfolgreich um ein Mandat für den Sejm im Wahlkreis Nr. 3. Barbara Zdrojewska, Vorsitzende des Breslauer Stadtrates (2006–2010) und des Sejmik der Woiwodschaft Niederschlesiens (2010–2014), setzte sich gegen Krzysztof Grzelczyk, Woiwode der Woiwodschaft Niederschlesien von 2005 bis 2007, durch.
| # | Kandidat | Kandidat                      | Wahlkomitee                                  | Stimmen | Prozent |
| - | -------- | ----------------------------- | -------------------------------------------- | ------- | ------- |
| 1 |          | Krzysztof Stanisław Grzelczyk | KW Prawo i Sprawiedliwość                    | 44.817  | 31,73 % |
| 2 |          | Zbigniew Antoni Jarząbek      | KW Kongres Nowej Prawicy                     | 14.492  | 10,26 % |
| 3 |          | Radosław Tomasz Mołoń         | KKW Zjednoczona Lewica SLD+TR+PPS+UP+Zieloni | 18.809  | 13,32 % |
| 4 |          | Barbara Grażyna Zdrojewska    | KW Platforma Obywatelska RP                  | 63.110  | 44,69 % |

Wahlberechtigte: 235.098 – Wahlbeteiligung: 61,82 % – Quelle: Dz.U. 2015 poz. 1732